# 查巴县
26°34′18″N 88°04′55″E / 26.57167°N 88.08194°E
查巴县（尼泊爾語：Listenⓘ），是尼泊尔的77个县之一，隶属于戈希省。面积1,606平方公里，人口812,650（2011），首府 Chandragadhi。

## 地理位置
查巴县是尼泊尔最东端的县，处于肥沃的特莱平原。北与伊拉姆县接壤，西与莫朗县为邻，东南与印度的比哈尔邦互为边界，东部与印度西孟加拉邦大吉岭县毗连，构成著名的西里古里走廊的西侧壁。

## 行政区划
查巴县下辖47个村发展委员会（VDC）和3个直辖市，即Bhadrapur，达马克和Mechinagar。2012年，Birtamod被定为直辖市，但尚未正式运作。

### 村发展委员会 (VDCs)

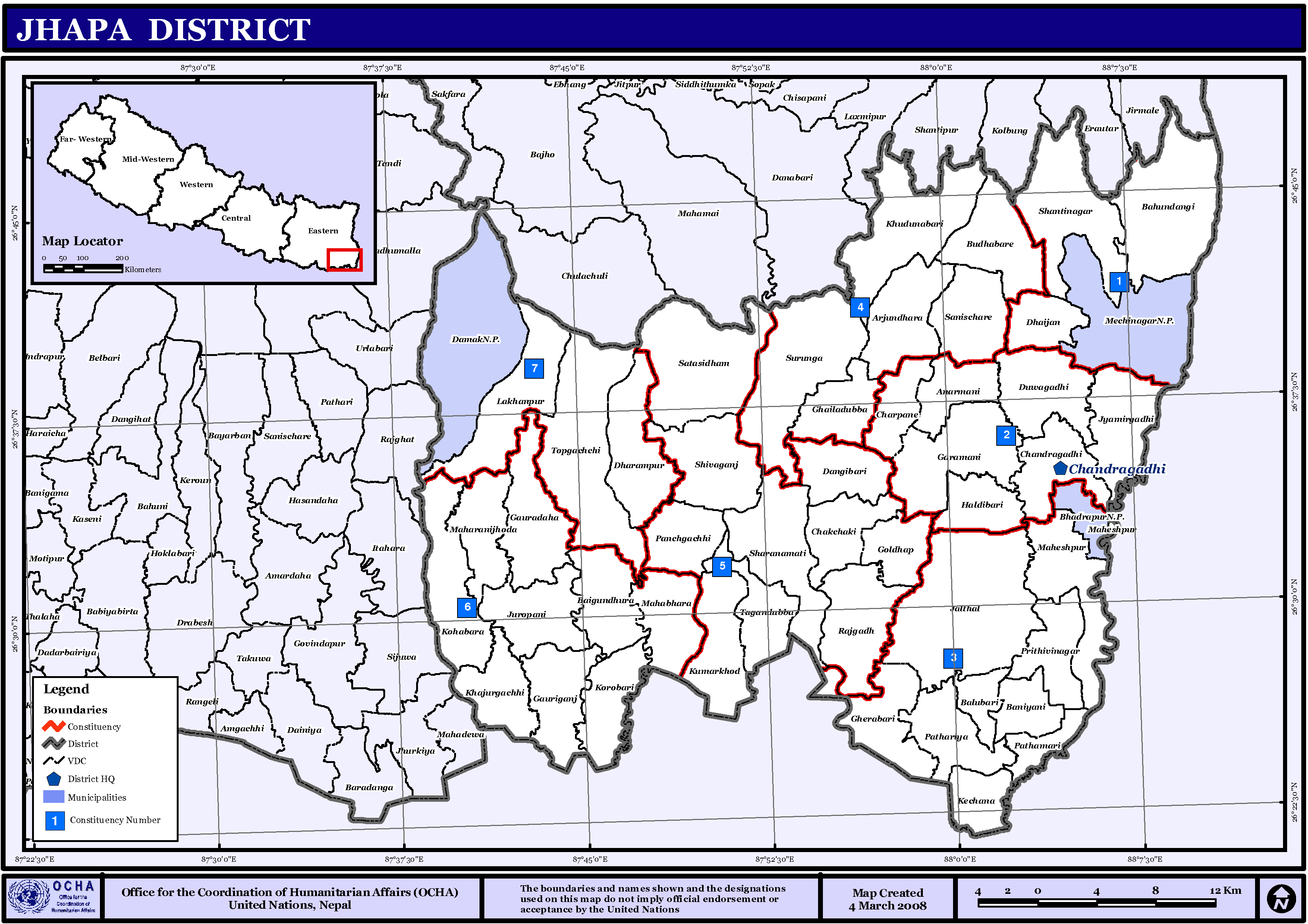
查巴县政区图

- Anarmani
- Arjundhara
- Bahundangi
- Baigundhura
- Balubadi
- Baniyani
- Budhabare
- Chakchaki
- Chandragadhi
- Charpane
- Dangibari
- Dhaijan
- Dharmpur
- Duhagadhi
- Garamani
- Gauradaha
- Gauriganj
- Ghailadubba
- Gherabari
- Goldhap
- Garamuni
- Haldibari
- Jalthal
- Juropani
- Jyamirgadhi
- Kechana
- Khajurgachhi
- Khudnabari
- Kohabara
- Korobari
- Kumarkhod
- Lakhanpur
- Mahabhara
- Maharanijhoda
- Maheshpur
- Panchganchi
- Pathamari
- Pathariya
- Prithivinagar
- Rajgadh
- Sanischare
- Satasidham
- Shantinagar
- Sharanamati
- Shivaganj
- Surunga
- Taganduba
- Topgachchi

## 人文
查巴县古代的人文历史已不可考。上个世纪60到70年代，尼泊尔政府推行安置计划（resettlement program)，尼泊尔山区的居民及部分印度境内的操尼泊尔语的人纷纷来到查巴县，从此改变了该县的面貌。查巴县的土著居民有林布族人、拉伊人及尼瓦尔人等。该县所有部落/民族都有自己的语言、习俗和传统，他们每年庆祝自己的节日。

## 气候和地理
查巴年平均降雨量为2500-3000mm，而且大多在夏季的季风季节期间，北部丘陵区降雨量比南方多。主要河流有梅吉河，Kankai河，Ratuwa河，Biring河，Deuniya河，Hadiya河，宁达河，等提供灌溉用水。 由于众多河流形成的冲积土壤，最适合农业，查巴一直是尼泊尔最大的大米生产县，并因此被称为尼泊尔的粮仓。除了谷类作物，如水稻和小麦，黄麻，茶叶，槟榔，橡胶等经济作物也产量很大。

## 发展现况
查巴是尼泊尔最发达的县之一。 几乎所有的村庄和城镇都有道路相连。教育发达，学校和学院众多，识字率位居尼泊尔全国第四，仅位列加德满都、卡斯基和旺县之后，识字率为66.93 ％。Chulla Chulli英语寄宿学校和小花学校（Little Flowers School)是尼泊尔属于全国最好的学校。也有一些很好的私立学校，像牛顿教育学院、Suryodaya英语学校、悉达多寄宿学校，Shree Pashupati中学和Balmiki学院及 Gyanjyoti高等中学等。在其首府Chandragadhi，有一个飞机场、一家公立医院和一些私人诊所。